# Porco Rosso
Porco Rosso ("紅の豚", Kurenai no Buta) is een Japanse film van Hayao Miyazaki die het eerst uitkwam in Japan op 18 juli 1992. De film is geproduceerd door animatiestudio Studio Ghibli.
Porco Rosso speelt zich af aan de Adriatische kust van Italië, hetgeen verklaart dat de Europese titel in het Italiaans is. Kurenai no buta betekent iets als bloedrood varken, maar omdat het Japans veel meer woorden heeft voor verschillende kleuren dan de meeste Europese talen, zou dit alleen met meerdere woorden vertaald kunnen worden, en is gekozen om het bij rood varken te houden.

## Verhaal
De film draait om Porco, een man met een varkenssnuit. Deze heeft hij opgelopen door een vloek waarvan de exacte oorzaak nooit wordt onthuld. Porco diende tijdens de Eerste Wereldoorlog als piloot in de Italiaanse luchtmacht. Hij werkt nu echter als een freelance premiejager die het voorzien heeft op piratenbendes. Tegen betaling vergezelt hij schepen met zijn vliegtuig om ze tegen de piraten te beschermen.
Porco is verliefd op Gina, die een club runt voor piloten en een hotel aan de Adriatische zee. Ook wordt hij bevriend met een jong meisje genaamd Fio, die een expert op het gebied van vliegtuigtechniek blijkt te zijn, en vertelt de film over zijn rivaliteit met de Amerikaanse piloot Curtis.

## Rolverdeling
| Acteur             | Personage             | Engelstalige dubbing      |
| ------------------ | --------------------- | ------------------------- |
| Shuichiro Moriyama | Porco Rosso           | Michael Keaton            |
| Akio Otsuka        | Donald Curtis         | Cary Elwes                |
| Tokiko Kato        | Madame Gina           | Susan Egan                |
| Tsunehiko Kamijo   | Mamma Aiuto Gang Boss | Brad Garrett              |
| Sanshi Katsura     | Mr. Piccolo           | David Ogden Stiers        |
| Akemi Okamura      | Fio Piccolo           | Kimberly Williams-Paisley |

## Achtergrond
De film was oorspronkelijk gepland als een korte film voor Japan Airlines, bedoeld om tijdens vluchten getoond te worden aan passagiers. De film werd gebaseerd op Hayao Miyazaki's Manga The Age of the Flying Boat. Tijdens de productie werd de film echter al snel uitgebreid naar een grote film.
De uitbraak van de oorlogen in Joegoslavië wierp een schaduw over de productie van de film, en maakte dat het verhaal serieuzer werd dan aanvankelijk de bedoeling was. Ondanks dat de film niet langer specifiek voor hen bedoeld was, was Japan Airlines wel een van de grote sponsors van de film. Reeds voor de film in de bioscoop uitkwam werd hij in de vliegtuigen van Japan Airlines getoond.
Porco Rosso is een van de weinige films geregisseerd door Hayao Miyazaki waarin de locatie en het tijdperk waarin het verhaal zich afspeelt duidelijk worden gedefinieerd. Het verhaal speelt zich af tussen de twee wereldoorlogen aan de Adriatische kust, ongeveer ter hoogte van Rijeka in Kroatië, destijds onderdeel van het koninkrijk Italië. Een filmtijdschrift in de eerste minuten van de film toont het jaartal 1929.
Het verhaal toont sterk de opkomst van het fascisme in Italië. Italiaanse wachters worden gezien in militaire parades met fascistische uniformen, zij het met andere kleuren. Ook de kleding die enkele vrouwen dragen in de film refereert aan de opkomst van het fascisme. Porco maakt enkele opmerkingen over hoe hij antifascistisch is. Zo beweert hij onder andere nog liever een varken te zijn dan een fascist, wat mogelijk een reden is achter zijn uiterlijk.

## Prijzen en nominaties
- In 1992 won Porco Rosco de Ishihara Yujiro Award.
- In 1993 won de film de Mainichi Film Concours in de categorieën “beste animatiefilm” en “beste filmmuziek”.